# UFC 316
UFC 316: Dvalishvili vs. O'Malley 2 foi um evento de artes marciais mistas produzido pelo Ultimate Fighting Championship (UFC) que aconteceu em 7 de junho de 2025, no Prudential Center, em Newark, Nova Jérsia, Estados Unidos.

## Contexto
O evento marcou a 11ª visita do UFC à cidade de Newark e a primeira desde o UFC 302, em junho de 2024.
Uma revanche pelo cinturão peso-galo do UFC entre o atual campeão Merab Dvalishvili e o ex-campeão Sean O'Malley foi a luta principal do evento. Ambos se enfrentaram anteriormente em setembro de 2024, no UFC 306, ocasião em que Dvalishvili conquistou o título por decisão unânime.
Uma luta pelo Cinturão Peso-Galo Feminino do UFC entre a atual bicampeã (e vencedora do The Ultimate Fighter: Team Rousey vs. Team Tate na categoria peso-galo), Julianna Peña, e a judoca bicampeã olímpica (2012 e 2016) e também bicampeã do torneio feminino peso-leve do PFL, Kayla Harrison, agiu como a co-luta principal do evento.
Uma luta na categoria peso-galo entre o ex-desafiante ao cinturão Marlon Vera e Mario Bautista estava inicialmente programada para este evento. Eles eram esperados anteriormente para se encontrar no UFC Fight Night: Sandhagen vs. Figueiredo em maio, mas a dupla foi transferida para este evento por razões desconhecidas. Por sua vez, Vera desistiu em meados de maio por razões não reveladas e foi substituída pelo estreante na promoção e ex-campeão mundial peso galo do Bellator, Patchy Mix.
Uma luta na categoria peso-mosca entre Bruno Gustavo da Silva e Joshua Van aconteceu neste evento. Eles haviam sido inicialmente escalados para se enfrentarem no UFC 313, em março, mas Silva teve que se retirar devido a uma lesão.
Serghei Spivac e Shamil Gaziev estavam previstos para se enfrentar em uma luta na categoria peso-pesado no UFC Fight Night: Burns vs. Morales. Contudo, o combate foi transferido para este evento por razões não divulgadas. Posteriormente, Gaziev retirou-se por motivos não revelados e foi substituído pelo ex-campeão peso-pesado do LFA, Waldo Cortes-Acosta.
Uma luta na categoria meio-pesado entre Johnny Walker e Azamat Murzakanov estava programada para este evento. Inicialmente, o combate estava marcado para o UFC Fight Night: Burns vs. Morales, mas foi transferido para este evento por razões desconhecidas. Contudo, Walker retirou-se no início de maio devido a uma lesão e foi substituído por Brendson Ribeiro.
O ex-desafiante interino ao Cinturão Peso-Médio do UFC (e vencedor do The Ultimate Fighter: Team Jones vs. Team Sonnen na categoria peso-médio), Kelvin Gastelum, e Joe Pyfer estão programados para se enfrentarem em uma luta na categoria peso-médio neste evento. Eles haviam sido inicialmente escalados para lutar no UFC on ESPN: Moreno vs. Erceg, em março, mas o combate foi cancelado no dia do evento após Pyfer se retirar devido a uma doença.
Uroš Medić estava previsto para enfrentar Khaos Williams em uma luta na categoria peso-meio-médio no card preliminar. No entanto, Medić retirou-se no final de maio devido a uma sinusite e foi substituído pelo estreante no UFC, Albert Tadevosyan. Posteriormente, Tadevosyan não passou nos exames médicos, e Williams enfrentou outro estreante, Andreas Gustafsson, que originalmente estava programado para lutar no UFC on ESPN: Gamrot vs. Klein, uma semana antes.
Na pesagem, Ariane da Silva marcou 132 libras, seis libras acima do limite para lutas não válidas por título no peso-mosca. Sua luta contra Wang Cong prosseguiu em peso casado, e ela foi multada em 25% da bolsa, valor que foi repassado para Wang.
Durante a transmissão do evento, foi anunciado que o bicampeão do torneio dos pesados do UFC 14 e do UFC 15, Mark Kerr, seria introduzido a ala pioneira do Hall da Fama do UFC, como parte das festividades da Semana Internacional da Luta no fim do mesmo mês.

## Resultados
1. ↑  Pelo Cinturão Peso Galo do UFC.
2. ↑  Pelo  Cinturão Peso galo feminino do UFC. Peña perdeu um ponto no primeiro round por chutes ilegais.

## Prêmios de bônus
Os seguintes lutadores receberam bônus de US$ 50.000.
- Luta da Noite: Nenhum bônus foi concedido.
- Desempenho da Noite: Merab Dvalishvili, Kayla Harrison, Kevin Holland, and Yoo Joo-sang.